# لا بید ای باریس
لا بید ای باریس (به اسپانیایی: La Vid y Barrios) یک شهرستان در اسپانیا است.